# Provinciale weg 281
De provinciale weg 281 (N281) is een belangrijke verkeersader in Zuid-Limburg. Eigenlijk bestaat de weg uit twee verschillende delen: de stadsautoweg van Heerlen en de ontsluitingsweg van het Heuvelland.

## Stadsautoweg Heerlen
De stadsautoweg van Heerlen is een autoweg zonder gelijkvloerse kruisingen, heeft twee rijstroken per richting en vertoont de kenmerken van een autosnelweg. Oorspronkelijk is de weg deels als autosnelweg aangelegd en was onderdeel van de Rijksweg 76. Rijkswaterstaat is verantwoordelijk voor de aanleg in de jaren vijftig en zestig van de twintigste eeuw tussen Geleen en Heerlen. De autosnelweg liep tot vlak voor het centrum van Heerlen, het verlengde daarvan heeft jarenlang gelijkvloerse kruisingen gekend. Vanwege de vele aansluitingen met lokale wegen, de enkele gelijkvloerse kruisingen destijds en het ontbreken van uitbreidings- en verbredingsmogelijkheden, werd besloten de internationale verkeersader vanaf het huidige knooppunt Ten Esschen te verleggen. In 1976 werd de nieuwe omleiding opengesteld en werd het oude resterende deel van de Rijksweg 76 aan de provincie overgedragen. Enkele jaren was het een ongenummerde autoweg, totdat rond 1983 het provinciale wegennet genummerd werd en de weg het nummer N281 toegekend kreeg.
Aan het uiterlijk van de weg is sinds de overname door de provincie niet veel veranderd, het oogt als een autosnelweg. Er is geprobeerd om door middel van het verwijderen van de vluchtstrook dat gevoel weg te nemen. Om veiligheidsredenen zijn de vluchtstroken later opnieuw aangebracht. Vanwege de autowegstatus ligt de maximumsnelheid op 100 km/h. Naast Heerlen zijn via deze autoweg ook Kerkrade en Landgraaf te bereiken.
In 2001 werd het 'knooppunt Bocholtz', de zuidelijke verknoping met de A76, omgebouwd tot een gewone op- en afrit. Oorspronkelijk zou hier de Rijksweg 78 vanuit het westen aansluiten, een snelweg naar Maastricht via Gulpen, maar hiervoor kwam de A79 in de plaats. Doordat de kosten van het onderhoud van het knooppunt niet langer rendabel waren, werd het in 2001 verbouwd tot wat het nu is. Zo ontstond er tevens ruimte voor de ontwikkeling van een nieuw bedrijventerrein.

## Ontsluitingsweg Heuvelland
De weg in het verlengde van de stadsautoweg draagt ook het wegnummer N281, hoewel dit een reguliere ontsluitingsweg met 2 rijstroken en gelijkvloerse kruisingen betreft. Plaatsen langs deze weg zijn Simpelveld, Baneheide en Nijswiller.
De weg heeft een belangrijke functie voor het ontsluiten van het Heuvelland. Toeristische plaatsen als Vaals en Gulpen zijn vanaf de autosnelweg het snelst via de N281 te bereiken. Vlak voor Nijswiller loopt de weg door het Platte Bosch.
N62 · N69 · N251 · N252 · N253 · N254 · N255 · N256/A256 · N257 · N258 · N260 · N261 · N262 · N263 · N264 · N266 · N267 · N268 · N269 · N270/A270 · N271 · N272 · N273 · N274 · N275 · N276 · N277 · N278 · N279 · N280 · N281 · N282 · N283 · N284 · N285 · N286 · N287 · N288 · N289 · N290 · N291 · N292 · N293 · N294 · N295 · N296 · N296n · N297 · N298 · N300 · N321 · N322 · N324 · N329 · N389 · N394 · N395 · N396 · N397

N556 · N562 · N564 · N570 · N572 · N590 · N595 · N598 · N601 · N602 · N605 · N607 · N612 · N613 · N615 · N616 · N617 · N618 · N620 · N622 · N625 · N629 · N631 · N632 · N637 · N638 · N639 · N640 · N641 · N651 · N652 · N653 · N654 · N655 · N656 · N658 · N659 · N660 · N661 · N662 · N663 · N664 · N665 · N666 · N667 · N668 · N669 · N670 · N671 · N673 · N674 · N675 · N676 · N682 · N683 · N686 · N689 · N690 · N831 · N843

Voormalige provinciale wegen: N299 · N551 · N552 · N553 · N554 · N555 · N560 · N561 · N563 · N565 · N566 · N567 · N568 · N571 · N574 · N580 · N581 · N582 · N583 · N584 · N585 · N586 · N587 · N588 · N589 · N591 · N592 · N593 · N594 · N596 · N597 · N603 · N604 · N606 · N608 · N610 · N611 · N614 · N619 · N621 · N623 · N624 · N626 · N628 · N630 · N634 · N642 · N657